# Sungai Pasir
Sungai Pasir is een bestuurslaag in het regentschap Ogan Komering Ilir van de provincie Zuid-Sumatra, Indonesië. Sungai Pasir telt 3785 inwoners (volkstelling 2010).